# ميلفيل هاتش
ميلفيل هاتش (بالإنجليزية: Melville Hatch)‏ هو عالم حشرات أمريكي، ولد في 1898 في ديترويت في الولايات المتحدة، وتوفي في 1988 في سياتل في الولايات المتحدة.